# Antilissus aper
Antilissus aper är en skalbaggsart som beskrevs av Sharp 1879. Antilissus aper ingår i släktet Antilissus och familjen barkbaggar. Inga underarter finns listade i Catalogue of Life.